# Husband E. Kimmel
Pour les articles homonymes, voir Kimmel (homonymie).
Husband Edward Kimmel, né le 26 février 1882 et mort le 14 mai 1968, est un militaire de l'US Navy. Amiral, il était à la tête de la flotte américaine du Pacifique lors de l'attaque de Pearl Harbor par les Japonais en 1941.

## Biographie
Husband E. Kimmel est le fils de Sibella "Sibbie" Lambert Kimmel et du Major Manning Marius Kimmel (1832–1916). Il était marié à Dorothy Kinkaid (1890–1975), la sœur de l'amiral Thomas C. Kinkaid.

### Carrière navale
Kimmel est diplômé en 1904 de l' Académie navale des États-Unis à Annapolis (Maryland). Il a notamment servi durant l'occupation américaine de Veracruz, au Mexique, au cours de laquelle il a été blessé en avril 1914.
En 1915, il fut brièvement assistant du secrétaire adjoint à la Marine, Franklin D. Roosevelt. Après la guerre, il a servi comme officier à bord du cuirassé USS Arkansas, puis à Washington DC et aux Philippines. En 1926, il est promu capitaine à la fin du cours supérieur au Collège de guerre navale.
De 1926 à 1937, Kimmel a occupé plusieurs postes au Département de la Marine, ainsi que le commandement d'une escadre de destroyers et du cuirassé USS New York.
En 1937, il est promu au grade de contre-amiral et devient, en 1939, commandant des croiseurs de la force de combat.

### Pearl Harbor
Après que l'amiral James O. Richardson a été relevé de son commandement en février 1941 pour divergences de vues avec le haut commandement de la Marine, Kimmel a été commissionné au grade de vice-amiral et nommé commandant en chef de la flotte du Pacifique, poste rétabli le 1er février 1941. La base de la flotte avait été déplacée, en mai 1940, de son siège traditionnel à San Diego (Californie), à Pearl Harbor (Hawaï). En outre, il est nommé commandant en chef de la Flotte des États-Unis. Pour exercer conjointement ces deux commandements, Kimmel a été commissionné, à partir de cette date, au grade d'amiral (quatre étoiles).

Le 18 février 1941, Kimmel écrit au chef des opérations navales (CNO), l'amiral Harold Rainsford Stark :
Je pense qu'une attaque surprise (sous-marine, aérienne ou combinée) sur Pearl Harbor est une possibilité, et nous prenons des mesures pratiques immédiates pour minimiser les dommages infligés et pour garantir que la force attaquante le paiera cher. 
Le 18 avril 1941, Kimmel écrit au CNO pour lui demander des ressources supplémentaires pour la construction d'une base à Wake Island et pour qu'un bataillon de défense du Corps des Marines y soit stationné. Le 19 août, la première garnison de Marines permanente est à pied d'œuvre. Une base aérienne a été mise en service à Midway en août, après l'achèvement des pistes et des structures de soutien; une garnison de Marines y a été affectée peu de temps après. En novembre, Kimmel a ordonné à l'USS Enterprise de transporter des chasseurs et des pilotes de la Marine à Wake Island pour renforcer la garnison, et à l'USS Lexington de quitter Pearl Harbor le 5 décembre pour transporter des bombardiers en piqué de la Marine à Midway. En raison de ces missions, les porte-avions n'étaient pas à Pearl Harbor lors de l'attaque japonaise.
L' attaque japonaise sur Pearl Harbor a eu lieu lors d'un raid aérien surprise le 7 décembre 1941 et a causé la mort de 2 403 militaires et civils américains.
Edwin T. Layton a raconté que pendant l'attaque :
Kimmel se tenait près de la fenêtre de son bureau à la base sous-marine, la mâchoire serrée. Alors qu'il regardait le désastre se dérouler dans le port, une balle de mitrailleuse de calibre .50 a traversé la vitre. Elle frôla l'amiral avant de tomber au sol. "Cela aurait été miséricordieux si elle m'avait tué", murmura Kimmel à son officier de communication, le commandant Maurice "Germany" Curts .

### Après Pearl Harbor
Kimmel a été relevé de son commandement dix jours après l'attaque. À l'époque, il planifiait et exécutait des mesures de représailles, notamment un effort pour soulager et renforcer l'île de Wake, ce qui aurait pu conduire à un affrontement entre les forces navales américaines et japonaises. Le vice-amiral William S. Pye devient commandant de la Force de combat de la Flotte du Pacifique) par intérim le 17 décembre. Il avait des réserves sur le plan de Kimmel et a décidé que l'opération de Wake Island était trop risquée, rappelant la force de secours. L'amiral Chester W. Nimitz a pris le relais le 31 décembre et à ce moment-là, l'île de Wake avait été envahie et occupée par les Japonais. Le commandement de Kimmel a été réaffecté à l'amiral Ernest J. King (à l'époque commandant de la Flotte de l'Atlantique), dans un rôle élargi en temps de guerre de commandant en chef de la flotte des États-Unis, qui sera également combiné avec la nomination ultérieure de King en tant que chef des opérations navales.
En 1941, la Commission Roberts, nommée par le président Franklin D. Roosevelt pour enquêter sur l'attaque, a conclu que Kimmel et son homologue, le lieutenant-général de l'armée de terre Walter Short, étaient coupables d'erreurs de jugement et de manquement au devoir dans les événements qui ont précédé l'attaque. Kimmel a défendu ses décisions lors de plusieurs audiences, arguant que des informations importantes ne lui avaient pas été communiquées.
Après son rappel aux Etats-Unis, il fut ramené au rang de contre-amiral, son grade initial, puisqu'il n'exerçait plus le commandement pour lequel il avait été commissionné au grade supérieur. La même décision a été prise à l'encontre du général W. Short. Les deux officiers ont pris leur retraite anticipée en février 1942. Kimmel a ensuite travaillé pour l'entrepreneur militaire Frederic R. Harris, Inc. après la guerre. À la retraite, Kimmel a vécu à Groton, Connecticut , où il est décédé le 14 mai 1968.
Après la mort du secrétaire à la Marine Knox en avril 1944, son successeur James V. Forrestal a ordonné qu'une cour d'enquête navale soit convoquée pour enquêter sur les faits entourant l'attaque japonaise sur Pearl Harbor et pour évaluer les responsabilités des membres de la marine. La cour s'est réunie le 24 juillet 1944 et a tenu des sessions quotidiennes à Washington DC, à San Francisco et à Pearl Harbor. Après avoir interrogé de nombreux témoins, elle acheva ses travaux le 19 octobre 1944. Son rapport au ministère de la Marine disculpa largement Kimmel. Le tribunal a estimé que les décisions de Kimmel étaient correctes compte tenu des informations limitées dont il disposait, mais a critiqué le chef des opérations navales de l'époque, l'amiral Harold R. Stark, pour ne pas avoir averti Kimmel que la guerre était imminente. Parce que la cour avait pu étudier les messages japonais décodés, un secret essentiel en temps de guerre, le rapport final n'a été rendu public qu'après la fin de la guerre.
Après avoir examiné le rapport, Forrestal a estimé que la cour avait été trop indulgente en attribuant les responsabilités de la catastrophe. La cour avait conclu que l'armée et la marine avaient coopéré de manière adéquate à la défense de Pearl Harbor ; qu'il n'y avait eu aucune information indiquant que des porte-avions japonais étaient en route pour attaquer Pearl Harbor ; et que l'attaque avait réussi principalement à cause des torpilles aériennes, une arme secrète dont l'usage ne pouvait être prédit. Forrestal a désapprouvé toutes ces conclusions, estimant que Kimmel aurait pu faire plus avec les informations dont il disposait pour empêcher ou atténuer l'attaque. Forrestal a conclu que Kimmel et Stark n'avaient "pas démontré le jugement supérieur, proportionné à leur rang et aux tâches qui leur étaient assignées, et nécessaire à l'exercice d'un commandement ".

## Réputation posthume et débat
Les historiens s'accordent à dire que les États-Unis n'étaient à aucun égard préparés à l'attaque japonaise sur Pearl Harbor. Les forces militaires japonaises jouissaient sur les Américains d'une nette supériorité en termes d'entraînement, d'équipement, d'expérience et de planification. La mesure dans laquelle Kimmel lui-même portait la responsabilité du manque de préparation de sa flotte du Pacifique a fait l'objet d'un débat.
Certains, comme le capitaine Edward L. "Ned" Beach, ont conclu que l'amiral Kimmel et le général Short, qui avait également été démis de ses fonctions, étaient devenus les boucs émissaires des échecs de leurs supérieurs à Washington. Les partisans de Kimmel signalent une série de dérapages bureaucratiques et de circonstances indépendantes de la volonté de quiconque qui ont conduit au manque de préparation de la flotte, y compris les mauvaises conditions atmosphériques qui ont bloqué un avertissement radio du ministère de la Guerre à Pearl Harbor d'une éventuelle attaque. Il a fallu envoyer le message comme un télégramme par le réseau civil, ce qui l'a retardé suffisamment longtemps pour que l'attaque commence avant que Kimmel ne le reçoive.
Les historiens reconnaissent généralement que les forces américaines s'en seraient mal tirées même si Kimmel avait réagi différemment. Dans une interview de 1964, l'amiral Chester Nimitz, qui avait pris le commandement de la flotte du Pacifique trois semaines après l'attaque, a conclu que «C'était la miséricorde de Dieu que notre flotte soit restée à Pearl Harbor le 7 décembre. Si Kimmel [avait] été prévenu de l'arrivée des Japonais, il aurait très probablement essayé de les intercepter. Avec la différence de vitesse entre les cuirassés de Kimmel et les porte-avions japonais plus rapides, le premier n'aurait pas pu s'approcher du fusil pointé par l'ennemi. En conséquence, nous aurions perdu de nombreux navires en eau profonde et aussi des milliers d'autres vies.» Au lieu de cela, à Pearl Harbor, les équipages ont été facilement secourus et six des huit vaisseaux de première ligne ont finalement été réparés.
Le 25 mai 1999, le Sénat des États-Unis, par un vote de 52 voix contre 47, a adopté une résolution non contraignante pour disculper Kimmel et Short et a demandé que le président des États-Unis rétablisse à titre posthume les deux hommes à leur plein rang. Le sénateur Strom Thurmond, l'un des parrains de la résolution, a qualifié Kimmel et Short de « deux dernières victimes de Pearl Harbor ». Le Sénat a publié, en 2000, une longue disculpation de la conduite de Kimmel. Mais le président Clinton n'a pas donné suite à la résolution, ni aucun de ses successeurs.

## Culture populaire
- En 1955, il publia Admiral Kimmel's story où il décrit et explique son rôle dans l'armée ainsi que les évènements autour de Pearl Harbor.
- Dans le film Tora ! Tora ! Tora !, son rôle est interprété par Martin Balsam.
- Dans le film Pearl Harbor (2001), son rôle est interprété par Colm Feore.
- Dans le film Midway (2019), son rôle est interprété par David Hewlett.